# Servizio sismico svizzero

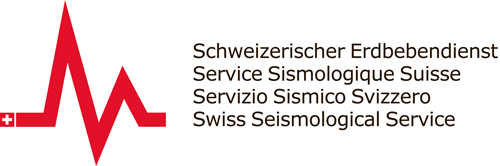
Logo Servizio Sismico Svizzero, 2014

Il Servizio Sismico Svizzero (SED) con sede al Politecnico Federale di Zurigo (ETH Zürich) è l'istituto della Confederazione competente per i terremoti. Il SED è responsabile della sorveglianza sismica per la Svizzera e le regioni limitrofe e valuta la pericolosità sismica in Svizzera. In caso di terremoto il SED informa il pubblico, le autorità e i media sul luogo, la magnitudo ed i possibili effetti. Le sue attivitá sono integrate nel programma di misure della Confederazione per la mitigazione per la prevenzione sismica.

## Storia
Gli inizi del SED risalgono alla fondazione della Commissione sismica nel 1878. Nel 1914 la sorveglianza sismica fu prescritta da una legge federale, per cui da un servizio onorario si passò al SED, un'istituzione vera e propria che, dal 2009, si presenta come unità extradipartimentale annessa al Politecnico federale di Zurigo.

## Sorveglianza sismica
Oltre 150 stazioni sismiche gestite dal Servizio Sismico Svizzero monitorano in tempo reale l’attività sismica in Svizzera e nei paesi confinanti. Il centro di calcolo di Zurigo raccogli i dati registrati in Svizzera da due diverse sorgenti:
- La rete nazionale svizzera CHNet, formata della rete a banda larga (SDSNet) e della rete strong motion (SSMNet), che sfrutta prevalentemente sismometri a banda larga per registrare i deboli terremoti locali, i moderati sismi locali e gli eventi da moderati e forti a livello globale, nonché accelerometri per registrare i terremoti moderati e forti a livello locale.
- Speciali reti (spesso temporanee) per il monitoraggio dell’aumento dell’attività sismica naturale possono essere impiegate per scopi di verifica aftershock e per la supervisione della ricerca geotermica, oltre che per progetti didattici (ad es. AlpArray e seismo@school) e per lo svolgimento di incarichi industriali commissionati da terzi.

## Pericolosità sismica in Svizzera
Rispetto ad altri paesi europei, la Svizzera presenta una pericolosità sismica media. Esistono tuttavia delle differenze a livello regionale: il canton Vallese, Basilea, la valle del Reno nel canton San Gallo, l'Engadina e la Svizzera centrale sono maggiormente interessati dall'attività sismica. Terremoti possono tuttavia verificarsi in ogni parte della Svizzera in qualsiasi momento.

Bisogna considerare l'eventualità di un terremoto con una magnitudo intorno a 6.0 in media ogni 50 a 100 anni. Un sisma di tale entità si è verificato l'ultima volta nel 1946 presso Sierre nel Vallese.
Con una magnitudo di circa 6.6, il terremoto più forte storicamente documentato della Svizzera ha distrutto nel 1356 gran parte della città di Basilea. Oggigiorno, se un fenomeno simile dovesse colpire Basilea, si dovrebbe fare i conti con diverse migliaia di morti, decine di migliaia di feriti e danni alle cose per circa 140 miliardi di franchi.
La miglior protezione dalle conseguenze di un terremoto è data dalla costruzione antisismica nonché dalla collocazione sicura di oggetti che potrebbero cadere. Per il 90 % degli edifici in Svizzera non è noto fino a che punto possano resistere ad un terremoto di grande entità. Solo in pochi cantoni l'ottemperanza alle norme sulla costruzione antisismica è issata a livello di legge.

## Allerta
I terremoti sono fenomeni che non si possono prevedere o evitare. Per la registrazione delle scosse il SED rimane attivo 24 ore su 24: nel giro di circa 90 secondi vengono pubblicati sul sito web www.seismo.ethz.ch le indicazioni riguardanti l'orario, il luogo, l'entità e le possibili conseguenze di una scossa.

Terremoti eventualmente percepibili vengono comunicati automaticamente alle autorità e ai media. Queste informazioni vengono trasmesse contemporaneamente anche al servizio di reperibilità del SED tramite pager, e-mail ed SMS. Questo servizio si mette inoltre a disposizione delle autorità e dei media per fornire ulteriori informazioni sui terremoti in corso ed elaborare i dati da pubblicare sul sito web.

Quando nel mondo si verificano sismi di grave entità, il SED provvede a informare inoltre il Corpo svizzero di aiuto umanitario (CSA).

## Ricerca e insegnamento
Oltre alle attività di sorveglianza sismica e alla valutazione della pericolosità sismica, i ricercatori del SED partecipano anche a numerosi progetti di ricerca nazionali e internazionali i quali nella maggior parte dei casi vengono finanziati tramite mezzi di terzi. Ciò consente uno scambio a livello tecnico che supera i confini nazionali. Alcuni ambiti di cui si occupano i ricercatori del SED sono ad esempio la glaciologia e la sismologia ingegneristica, la sismologia statistica, la sismicità indotta, il monitoraggio della caduta di massi e la sismotettonica. Un ruolo importante per il SED lo ricopre inoltre la formazione dei nuovi ricercatori sotto forma di lezioni e seminari, integrati nell'attività didattica del Politecnico federale di Zurigo, nonché di assistenza per la stesura di tesi di master e di dottorato.

## Monitoraggio del trattato di bando dei test nucleari
Nel 1996 gli stati membri dell'ONU hanno trovato un accordo sul divieto delle esplosioni atomiche. Per verificare l'osservanza di tale contratto venne istituito un sistema di sorveglianza internazionale. Il SED fornisce il suo contributo trasmettendo all'autorità competente a Vienna i dati registrati dalla stazione sismica costruita a questo scopo nella regione di Davos. Gli scuotimenti provocati dal test nucleare effettuato nel febbraio del 2013 in Corea del Nord, ad esempio, sono stati rilevati da questa stazione dopo soli dodici minuti.